# Chiesa di San Cassiano (Trescore Balneario)
La chiesa di San Cassiano è un luogo di culto cattolico della località Torre di Trescore Balneario risalente al XI secolo.

## Storia
L'edificio di culto si trova lontano dall'urbano cittadino, posto in aperta campagna, e dell'antica struttura risalente al primo millennio rimane solo la parte absidale. 

La prima citazione della chiesa risale al 1105 quando viene indicata presente sul territorio con quella antica di san Carpoforo. Il territorio era formato da tanti piccoli nuclei rurali molte volte fortificati, e la chiesa divenne il principale luogo di culto della località Torre di Trescore che ne prese il nome: vicinia di San Cassiano. Nome che rimane indicato fino al XVIII secolo. I capi famiglia della contrada detta Torre di Trescore erano conosciuti come abitanti della vicinia di San Cassiano. Mentre la chiesa di san Vincenzo fu assoggettata al monastero di San Paolo. La vicinia doveva provvedere a governare i fondi così che nessuna famiglia dovesse vivere in indigenza.
Non fu certo esentata dall'obbedienza al monastero di San Paolo neppure la chiesa di San Cassiano che però risulta avesse tre benefici titolari che gli permettevano di mantenere l'autonomia. La chiesa di San Cassiano diede il nome alla vicinia
Il tempio risulta che fosse già parzialmente distrutto nel XVI secolo, venendo poi usata come luogo di sepoltura, l'area in prossimità durante l'epidemia del 1630, si favorì il suo parziale recupero e riordino, diventando una santella devozionale.

## Descrizione
L'esterno della chiesa, ormai solo una cappella campestre, conserva la magnifica abside completa di due monofore strombate tipiche dell'arte romanica. La parte frontale presenta una cancellata lignea che chiude l'accesso. L'interno ospita un semplice altare in pietra posto tra le due monofore e un affresco raffigurante il santo titolare in abiti di soldato romano, e altre pitture eseguire nel XVII secolo. Alcuni di questi affreschi sono a soggetto macabro a testimonianza della dedicazione al suffragio.
L'emiciclo presenta una parte composta da grossi conci di pietra calcarea ben tagliata e limata con particolare cura nella parte che riguarda le aperture. Con i restauri del XX secolo è stata rimossa la parte d'intonaco che ne copriva il livello superiore facendo riemergere la parte costruita in materiale più povero, pietrame e conci di fiume messi orizzontalmente ma senza particolare cura.